# ケネディ家
ケネディ家 (Kennedy family) は、アメリカ合衆国における著名な政治家や実業家を輩出しているアイルランド系の名門一族である。

## 概要
ケネディ家の祖にあたるのは、アイルランドのウェックスフォード県ニューロス出身の農民パトリック・ケネディ（1823年 - 1858年）である。
アイルランドにおけるカトリック教徒への迫害やジャガイモ飢饉を背景として、1849年にパトリックは家族とともにアメリカ合衆国ボストンに移民として渡った。その子として生まれたパトリック・J・ケネディ（1858年 - 1929年）は、港湾労働者として身を起こし、やがて事業に成功してマサチューセッツ州下院・上院議員となった。その子のジョセフ・P・ケネディ（1888年 - 1969年）は投資家として資産を築き、証券取引委員会の初代委員長および外交官（駐英大使）として活躍した。
ジョセフ・P・ケネディの子（第三世代）に、第35代アメリカ合衆国大統領ジョン・F・ケネディ（1917年 - 1963年）、司法長官・合衆国上院議員ロバート・ケネディ（1925年 - 1968年）、上院議員エドワード・ケネディ（1932年 - 2009年）らが輩出した。ジョン・F・ケネディの娘のキャロライン・ケネディは駐日大使を経て駐豪大使を務める。

### 系図
「第二世代」以降の略家系図を示せば以下の通りである。系図が切れている先にユーニスがいる。
| ジョセフ・P・ケネディ・Sr （1888年 - 1969年） | ジョセフ・P・ケネディ・Sr （1888年 - 1969年） | ジョセフ・P・ケネディ・Sr （1888年 - 1969年） | ジョセフ・P・ケネディ・Sr （1888年 - 1969年） | ジョセフ・P・ケネディ・Sr （1888年 - 1969年） | ジョセフ・P・ケネディ・Sr （1888年 - 1969年） |  |  | ローズ （1890年 - 1995年）                  | ローズ （1890年 - 1995年）                  | ローズ （1890年 - 1995年）                  | ローズ （1890年 - 1995年）                  | ローズ （1890年 - 1995年）                  | ローズ （1890年 - 1995年）                  |  |  |                                  |                                  |                                  |                                  |                                  |                                  |  |  |                                        |                                        |                                        |                                        |                                        |                                        |  |  |                                          |                                          |                                          |                                          |                                          |                                          |  |  |                                  |                                  |                                  |                                  |                                  |                                  |  |  |
| ジョセフ・P・ケネディ・Sr （1888年 - 1969年） | ジョセフ・P・ケネディ・Sr （1888年 - 1969年） | ジョセフ・P・ケネディ・Sr （1888年 - 1969年） | ジョセフ・P・ケネディ・Sr （1888年 - 1969年） | ジョセフ・P・ケネディ・Sr （1888年 - 1969年） | ジョセフ・P・ケネディ・Sr （1888年 - 1969年） |  |  | ローズ （1890年 - 1995年）                  | ローズ （1890年 - 1995年）                  | ローズ （1890年 - 1995年）                  | ローズ （1890年 - 1995年）                  | ローズ （1890年 - 1995年）                  | ローズ （1890年 - 1995年）                  |  |  |                                  |                                  |                                  |                                  |                                  |                                  |  |  |                                        |                                        |                                        |                                        |                                        |                                        |  |  |                                          |                                          |                                          |                                          |                                          |                                          |  |  |                                  |                                  |                                  |                                  |                                  |                                  |  |  |
|                                               |                                               |                                               |                                               |                                               |                                               |  |  |                                             |                                             |                                             |                                             |                                             |                                             |  |  |                                  |                                  |                                  |                                  |                                  |                                  |  |  |                                        |                                        |                                        |                                        |                                        |                                        |  |  |                                          |                                          |                                          |                                          |                                          |                                          |  |  |                                  |                                  |                                  |                                  |                                  |                                  |  |  |
|                                               |                                               |                                               |                                               |                                               |                                               |  |  |                                             |                                             |                                             |                                             |                                             |                                             |  |  |                                  |                                  |                                  |                                  |                                  |                                  |  |  |                                        |                                        |                                        |                                        |                                        |                                        |  |  |                                          |                                          |                                          |                                          |                                          |                                          |  |  |                                  |                                  |                                  |                                  |                                  |                                  |  |  |
| ジョセフ・P・ケネディ・Jr （1915年 - 1944年） | ジョセフ・P・ケネディ・Jr （1915年 - 1944年） | ジョセフ・P・ケネディ・Jr （1915年 - 1944年） | ジョセフ・P・ケネディ・Jr （1915年 - 1944年） | ジョセフ・P・ケネディ・Jr （1915年 - 1944年） | ジョセフ・P・ケネディ・Jr （1915年 - 1944年） |  |  | ジョン・F・ケネディ （1917年 - 1963年）     | ジョン・F・ケネディ （1917年 - 1963年）     | ジョン・F・ケネディ （1917年 - 1963年）     | ジョン・F・ケネディ （1917年 - 1963年）     | ジョン・F・ケネディ （1917年 - 1963年）     | ジョン・F・ケネディ （1917年 - 1963年）     |  |  | ジャクリーン （1929年 - 1994年） | ジャクリーン （1929年 - 1994年） | ジャクリーン （1929年 - 1994年） | ジャクリーン （1929年 - 1994年） | ジャクリーン （1929年 - 1994年） | ジャクリーン （1929年 - 1994年） |  |  | ロバート・ケネディ （1925年 - 1968年） | ロバート・ケネディ （1925年 - 1968年） | ロバート・ケネディ （1925年 - 1968年） | ロバート・ケネディ （1925年 - 1968年） | ロバート・ケネディ （1925年 - 1968年） | ロバート・ケネディ （1925年 - 1968年） |  |  | エドワード・ケネディ （1932年 - 2009年） | エドワード・ケネディ （1932年 - 2009年） | エドワード・ケネディ （1932年 - 2009年） | エドワード・ケネディ （1932年 - 2009年） | エドワード・ケネディ （1932年 - 2009年） | エドワード・ケネディ （1932年 - 2009年） |  |  | ローズマリー （1918年 - 2005年） | ローズマリー （1918年 - 2005年） | ローズマリー （1918年 - 2005年） | ローズマリー （1918年 - 2005年） | ローズマリー （1918年 - 2005年） | ローズマリー （1918年 - 2005年） |  |  |
| ジョセフ・P・ケネディ・Jr （1915年 - 1944年） | ジョセフ・P・ケネディ・Jr （1915年 - 1944年） | ジョセフ・P・ケネディ・Jr （1915年 - 1944年） | ジョセフ・P・ケネディ・Jr （1915年 - 1944年） | ジョセフ・P・ケネディ・Jr （1915年 - 1944年） | ジョセフ・P・ケネディ・Jr （1915年 - 1944年） |  |  | ジョン・F・ケネディ （1917年 - 1963年）     | ジョン・F・ケネディ （1917年 - 1963年）     | ジョン・F・ケネディ （1917年 - 1963年）     | ジョン・F・ケネディ （1917年 - 1963年）     | ジョン・F・ケネディ （1917年 - 1963年）     | ジョン・F・ケネディ （1917年 - 1963年）     |  |  | ジャクリーン （1929年 - 1994年） | ジャクリーン （1929年 - 1994年） | ジャクリーン （1929年 - 1994年） | ジャクリーン （1929年 - 1994年） | ジャクリーン （1929年 - 1994年） | ジャクリーン （1929年 - 1994年） |  |  | ロバート・ケネディ （1925年 - 1968年） | ロバート・ケネディ （1925年 - 1968年） | ロバート・ケネディ （1925年 - 1968年） | ロバート・ケネディ （1925年 - 1968年） | ロバート・ケネディ （1925年 - 1968年） | ロバート・ケネディ （1925年 - 1968年） |  |  | エドワード・ケネディ （1932年 - 2009年） | エドワード・ケネディ （1932年 - 2009年） | エドワード・ケネディ （1932年 - 2009年） | エドワード・ケネディ （1932年 - 2009年） | エドワード・ケネディ （1932年 - 2009年） | エドワード・ケネディ （1932年 - 2009年） |  |  | ローズマリー （1918年 - 2005年） | ローズマリー （1918年 - 2005年） | ローズマリー （1918年 - 2005年） | ローズマリー （1918年 - 2005年） | ローズマリー （1918年 - 2005年） | ローズマリー （1918年 - 2005年） |  |  |
|                                               |                                               |                                               |                                               |                                               |                                               |  |  |                                             |                                             |                                             |                                             |                                             |                                             |  |  |                                  |                                  |                                  |                                  |                                  |                                  |  |  |                                        |                                        |                                        |                                        |                                        |                                        |  |  |                                          |                                          |                                          |                                          |                                          |                                          |  |  |                                  |                                  |                                  |                                  |                                  |                                  |  |  |
|                                               |                                               |                                               |                                               |                                               |                                               |  |  |                                             |                                             |                                             |                                             |                                             |                                             |  |  |                                  |                                  |                                  |                                  |                                  |                                  |  |  |                                        |                                        |                                        |                                        |                                        |                                        |  |  |                                          |                                          |                                          |                                          |                                          |                                          |  |  |                                  |                                  |                                  |                                  |                                  |                                  |  |  |
|                                               |                                               |                                               |                                               |                                               |                                               |  |  | ジョン・F・ケネディ・Jr （1960年 - 1999年） | ジョン・F・ケネディ・Jr （1960年 - 1999年） | ジョン・F・ケネディ・Jr （1960年 - 1999年） | ジョン・F・ケネディ・Jr （1960年 - 1999年） | ジョン・F・ケネディ・Jr （1960年 - 1999年） | ジョン・F・ケネディ・Jr （1960年 - 1999年） |  |  | キャロライン・ケネディ           | キャロライン・ケネディ           | キャロライン・ケネディ           | キャロライン・ケネディ           | キャロライン・ケネディ           | キャロライン・ケネディ           |  |  | ジョセフ・P・ケネディ2世 （1952年 - ） | ジョセフ・P・ケネディ2世 （1952年 - ） | ジョセフ・P・ケネディ2世 （1952年 - ） | ジョセフ・P・ケネディ2世 （1952年 - ） | ジョセフ・P・ケネディ2世 （1952年 - ） | ジョセフ・P・ケネディ2世 （1952年 - ） |  |  | エドワード・ケネディ・Jr （1961年 - ）   | エドワード・ケネディ・Jr （1961年 - ）   | エドワード・ケネディ・Jr （1961年 - ）   | エドワード・ケネディ・Jr （1961年 - ）   | エドワード・ケネディ・Jr （1961年 - ）   | エドワード・ケネディ・Jr （1961年 - ）   |  |  |                                  |                                  |                                  |                                  |                                  |                                  |  |  |

- パトリック・ケネディ（1823年 - 1858年） - 米国ケネディ家の祖。アイルランド農民、アメリカ移民
- パトリック・J・ケネディ（1858年 - 1929年） - パトリックの子。港湾労働者、議員
- ジョセフ・P・ケネディ（1888年 - 1969年） - バトリック・Jの子。投資家、外交官
  - ジョセフ・P・ケネディ・ジュニア（1915年 - 1944年、通称ジョー） - 第二次世界大戦で戦死。
  - ジョン・フィッツジェラルド・ケネディ（1917年 - 1963年、ジャック） - 第35代米国大統領。テキサス州ダラスで暗殺。妻はジャクリーン・ケネディ（1929年 -1994年）
    - アラベラ・ケネディ - ジョンの長女。
    - キャロライン・ケネディ（1957年 -  ） - ジョンの二女。デザイナーのエドウィン・シュロスバーグの妻。政治活動にはほとんど関わらなかったが、オバマ大統領を支持して2013年に駐日アメリカ合衆国大使に就任。
      - ジャック・シュロスバーグ（1993年 - ） - キャロラインの長男。ジョン・F・ケネディの唯一の男孫。

    - ジョン・フィッツジェラルド・ケネディ・ジュニア（1960年 - 1999年、ジョンジョン） - ジョンの長男。地方検事補を経て、弁護士、雑誌発行人。自家用機操縦中に墜落死。
    - パトリック・ブービエ・ケネディ（1963年） - ジョンの次男。早産で未熟児であったため39時間後に死去。

  - ローズマリー・ケネディ（1918年 - 2005年） - 成長が遅く23歳のときにロボトミー手術を受けさられ、後遺症で廃人となり、施設で死去。
  - キャスリーン・キャヴェンディッシュ (ハーティントン侯爵夫人)（1920年 - 1948年、キック） - 英国貴族の第10代デヴォンシャー公爵エドワード・キャヴェンディッシュ (第10代デヴォンシャー公爵)の長男ハーティントン侯爵と結婚したが、4か月後に夫が戦死。戦後旅行中に専用小型飛行機が墜落し死去。
  - ユーニス・ケネディ・シュライバー（1921年 - 2009年）- 平和部隊の初代長官となったサージェント・シュライバーの妻。1968年には夫とともに「スペシャルオリンピック」を組織。
    - ロバート・シュライバー - ユーニスの長男。サンタモニカ市会議員
    - マリア・シュワルツェネッガー - ユーニスの長女。映画俳優アーノルド・シュワルツェネッガーの妻。ジャーナリスト。
      - キャサリン・シュワルツェネッガー - マリアの長女。作家
      - パトリック・シュワルツェネッガー - マリアの長男。俳優、モデル

    - ティモシー・ペリー・シュライバー - ユーニスの二男。スペシャルオリンピック国際本部会長。

  - パトリシア・ケネディ・ローフォード（1924年 - 2006年） - 俳優ピーター・ローフォードの妻。1966年に離婚。
    - クリストファー・ケネディー・ローフォード（1955年 - 2018年） - 俳優
    - シドニー・マレイア・ローフォード（1956年 - ）
    - ビクトリア・フランシス・ローフォード（1958年 - ）
    - ロビン・エリザベス・ローフォード（1961年 - ）

  - ロバート・ケネディ（1925年 - 1968年、ボビー） - ケネディ暗殺後のジョンソン政権下で司法長官を務めた、1964年秋に上院議員選挙に当選。1968年の大統領選挙で民主党の候補争いに加わりカリフォルニア州予備選挙で勝利宣言のあとに暗殺された（ロバート・ケネディ暗殺事件）。妻はエセル・スカケル・ケネディ
    - キャスリーン・ケネディ・タウンゼンド - メリーランド州副知事
      - メイヴ・ケネディ・マッキーン（1979年 - 2020年） - 弁護士。息子とともに海で転落死。

    - ジョセフ・P・ケネディ2世
      - ジョセフ・パトリック・ケネディ三世（1980年 - ） - マサチューセッツ州下院議員

    - ロバート・F・ケネディ・ジュニア（1954年 - ）- 弁護士、活動家。現在、第二期ドナルド・トランプ政権下で保健福祉長官を務めている。
    - デビッド・A・ケネディ
    - コートニー・ケネディ
    - マイケル・L・ケネディ
    - ケリー・ケネディ
    - クリストファー・G・ケネディ
    - マックス・ケネディ
    - ダグラス・H・ケネディ - ジャーナリスト
    - ロリー・ケネディ - 映画プロデューサー。父の死後に生まれた

  - ジーン・アン・ケネディ（1928年 - 2020年） - ケネディ家の金庫番スティーブン・スミスの妻。1974年に障害を持つ人々の芸術活動を支援「ベリー・スペシャル・アーツ」を創設。
    - ステファン・エドワード・スミス
    - ウィリアム・スミス - 医師。1999年にレイプ事件で逮捕され、大々的に報道されて騒ぎとなったが、無罪となった。

  - エドワード・ケネディ（1932年 - 2009年、テッド） - 1969年に人身事故「チャパキディック事件」を起こし、政治生命に致命的なダメージとなる。1980年に現職カーターと民主党大統領候補の座を争ったが敗れ、大統領への道は絶たれた。以後は民主党リベラル派の重鎮として長期にわたり上院議員を務め、2008年の大統領選挙でバラク・オバマの勝利に大きく貢献。
    - カラ・ケネディ - 映画プロデューサー（1960年 - 2011年）
    - エドワード・ケネディ・ジュニア（1961年 - ） - コネチカット州議会上院議員
    - パトリック・J・ケネディ2世（1967年 - ） - ロードアイランド州議会下院議員

## 悲劇のケネディ家

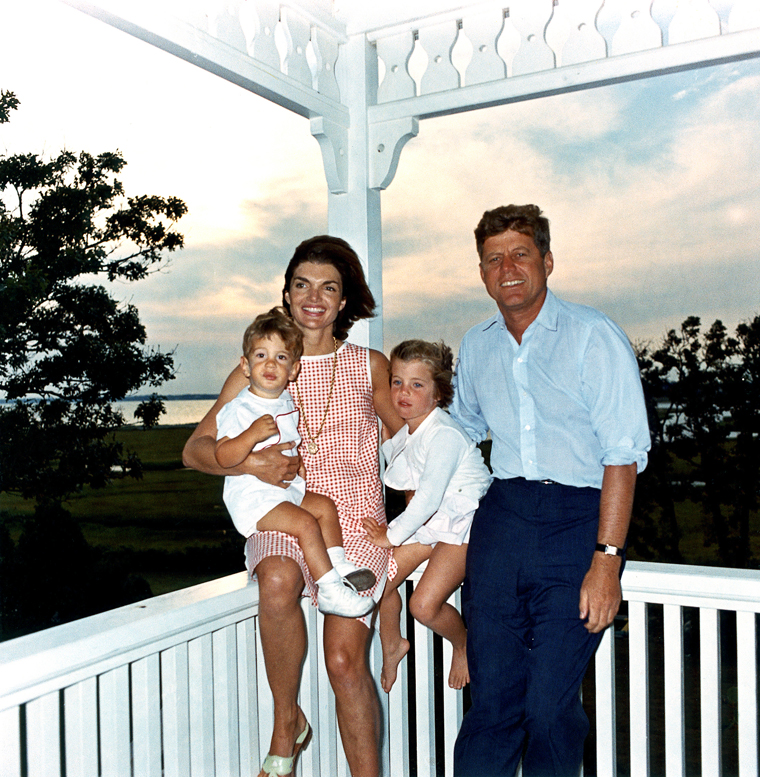
ジョン・F・ケネディ一家

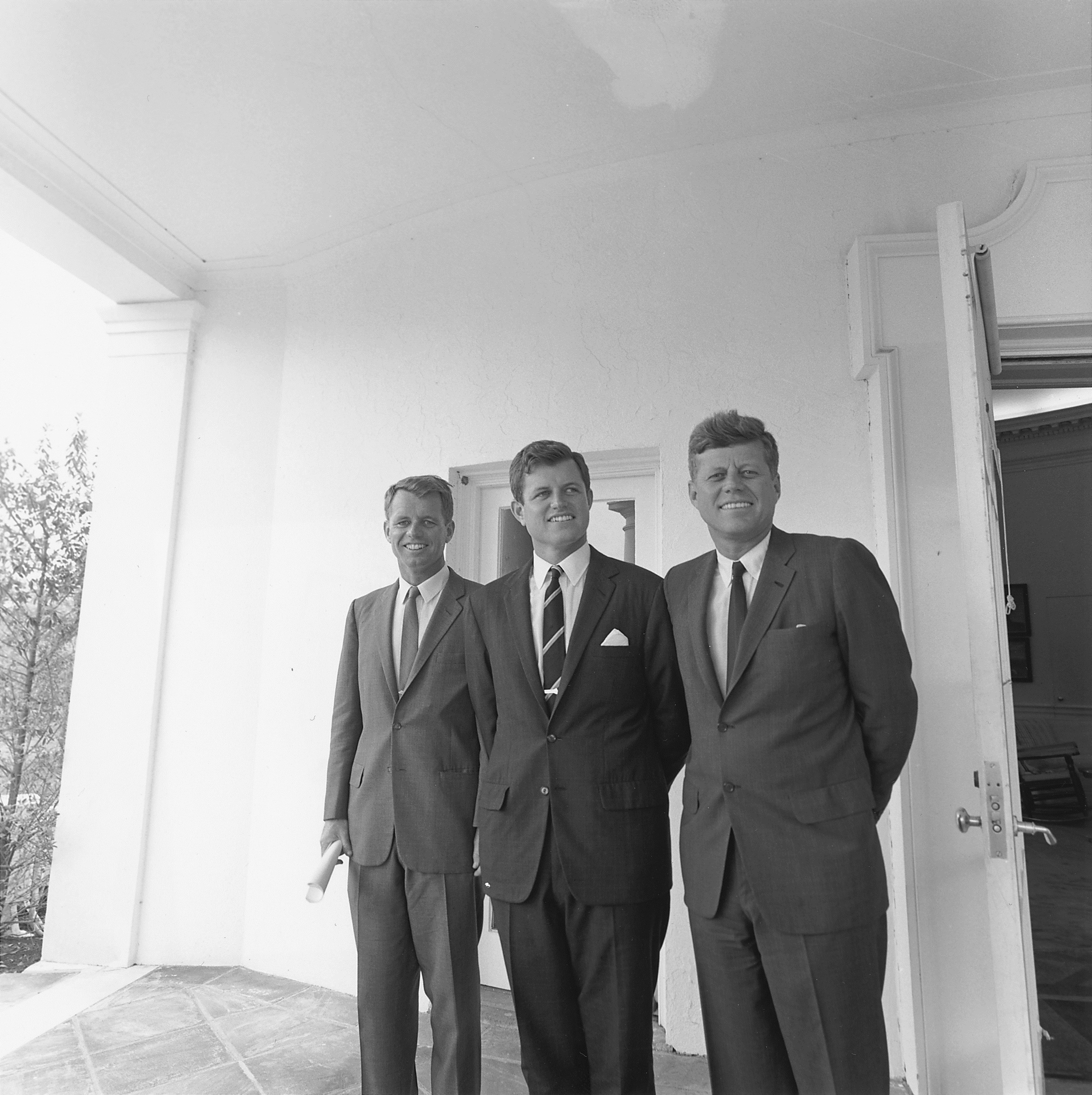
ジョンとロバート、エドワードのケネディ3兄弟

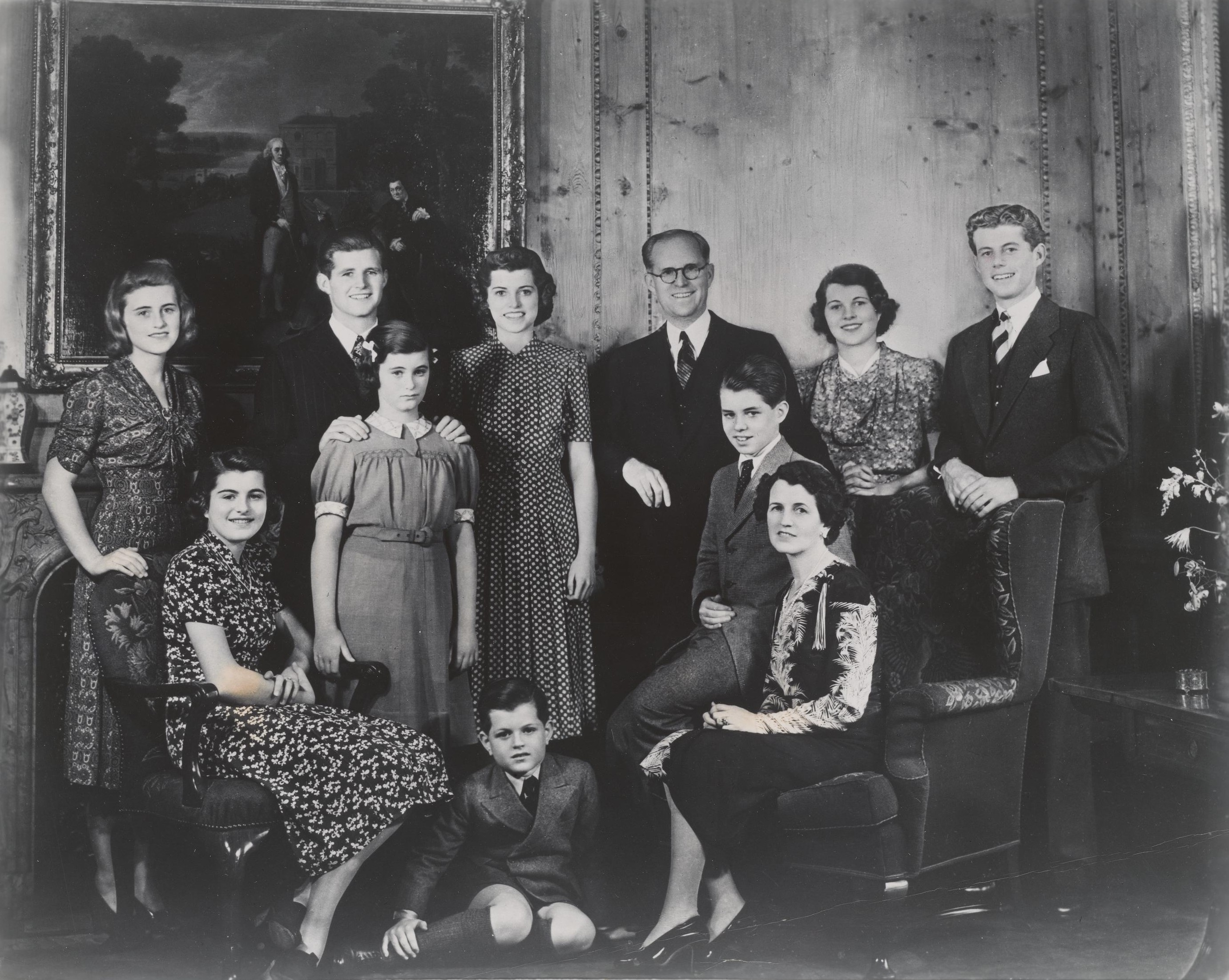
ケネディ家の家族写真（1938年7月、ロンドンにて）

以下のように、多くの家族が不幸に見舞われていることから「悲劇のケネディ家」と呼ばれている。
ジョン  - 暗殺
大統領暗殺事件により死亡。ジョン・F・ケネディの死後、ワシントンD.C.で国葬が行われ、参列する大統領夫人のジャクリーン・ケネディや、まだ幼かった息子のジョン・F・ケネディJr.が亡き父の葬列に敬礼を送る健気な姿は全世界の涙を誘った。なお、ジャクリーンはギリシアの海運王アリストテレス・オナシスと1968年に再婚した。
ジョセフ・ジュニア - 事故死
ケネディ兄弟の長兄ジョセフ・パトリック・ケネディ・ジュニア（1915年 - 1944年）は、一家の期待を背負った人物であったが、1944年8月、アメリカ海軍の一員として第二次世界大戦に従軍中、飛行機事故のためイギリス海峡を横断中に墜落死した。
ロバート - 暗殺
ジョンの弟ロバート・ケネディはケネディ政権下で司法長官となり、兄ジョンの暗殺後、1968年の大統領選挙の予備選を戦っていた最中、カリフォルニア州ロサンゼルスのホテルで遊説中に、不可解な状況下で大学生のサーハン・ベシャラ・サーハンに暗殺された。なお、この事件についても疑問点が多く、暗殺の背景については現在に至るまで様々な憶測を呼んでいる。
エドワード - 交通事故
ケネディ兄弟の末弟エドワード・ケネディは長く上院議員を務め一時は大統領候補として取りざたされた事もあったが、1969年に、パーティーからの帰りに飲酒したまま運転中に誤って川に転落し、同乗していた女性秘書を水死させる事件（チャパキディック事件）を起こした。事件後、警察への通報が9時間以上も遅れるなど不可解な行動に不審が持たれた。この事件によって事実上大統領への道は閉ざされることになった。
ローズマリー - ロボトミー
ジョンの妹ローズマリー・ケネディは、先天性に軽い知的障害を患い、体面を気にした父親ジョセフにより、ロボトミー手術を無理矢理受けさせられた。結果、手術前よりも寧ろ知能が後退し、性格まで粗暴になってしまった。その後、マスコミの目を避けさせるかの様に、医療サナトリウム施設へ隔離入院させられてしまう。結局2005年にこの世を去るまでサナトリウム施設に入ったままという悲劇のヒロインであった。
キャスリーン - 事故死
ジョンの妹キャスリーン・キャヴェンディッシュ（1920年 - 1948年）は、1944年に家族の反対を押し切って、プロテスタントのイギリス貴族の第10代デヴォンシャー公エドワード・キャヴェンディッシュの法定推定相続人であるハーティントン侯（儀礼称号）ウィリアム・キャヴェンディッシュと結婚。長兄ジョゼフ・P・ケネディ・ジュニア以外の親族は彼女の挙式に参列しなかった。わずか4か月後、夫ウィリアム侯が第二次世界大戦で戦死。未亡人となったキャスリーンはイギリスにとどまり、既婚者の第8代フィッツウィリアム伯ピーターの愛人となった。2人は、フィッツウィリアム伯の離婚後に再婚するつもりであったが、1948年キャスリーンの親族との関係を修復するためアメリカに向かう際、搭乗した飛行機が墜落、2人とも事故死した。葬儀に参列したのは実父ジョゼフ・シニアのみで、実母ローズを含む親族は、『カトリックであるためプロテスタントの儀式に参加しない』ことを理由に欠席した。
デヴィッド - 薬物死
ロバートとエセルの次男であるデヴィッド・A・ケネディ（1955年 - 1984年）は、父の不慮の死をきっかけに常習的な麻薬中毒になった。クリニックで治療を受けるものの回復できず、1984年に麻薬の過剰摂取が原因で急死した。
『デイヴィットは亡くなる数年前に次のように書き残している。「もし祖父が生きていたら、僕もローズマリー伯母さんと同じ目に会っていただろう。一族の厄介者として一族の写真から消されていたに違いない」』。
マイケル - 事故死
ロバートとエセルの三男であるマイケル・ケネディ（1958年 - 1997年）は、アスペンのスキー場で家族と休暇中、誤って木に激突して事故死した。
ジュニア - 事故死
ジョンの長男のジョン・F・ケネディJr.は、1995年に大手出版社のアシェット・フィリパッキ・メディアから発行された政治雑誌「GEORGE」の発行人を務めており、これらのことによりマスコミなどからは「将来の大統領候補」と呼ばれていたが、ケネディ家の別荘のあるハイアニスポートに自家用機を操縦して向かう途中、大西洋上で墜落し不慮の死を遂げる。

## 構成員

### アイルランド時代
- ジェームズ・ケネディ・シニア（1770年 - 1835年） - 農夫、ジョン・ケネディ1世（1738年 - 1803年）の子供としてアイルランドで生誕。
  1. メアリー・ケネディ
  2. ジョン・ケネディ2世（1804年 - 1864年）
  3. ジェームズ・ケネディ・ジュニア（1816年 - 1881年）
  4. パトリック・ケネディ（1823年 - 1858年）

### 第1世代
- パトリック・ケネディ
  1. メアリー・L・ケネディ（1851年 - 1926年）
  2. ジョアンナ・L・ケネディ（1852年 - 1926年）
  3. ジョン・ケネディ2世（1854年 - 1855年）
  4. マーガレット・M・ケネディ（1855年 - 1929年）
  5. パトリック・ジョセフ・ケネディ1世（1858年 - 1929年） - 実業家、マサチューセッツ州上院・下院議員

### 第2世代
- パトリック・ジョセフ・ケネディ1世
  1. ジョセフ・パトリック・ケネディ・シニア（1888年 - 1969年） - 実業家、証券取引委員会委員長、駐英アメリカ大使。
  2. フランシス・ベネディクト・ケネディ（1891年 - 1892年）
  3. メアリー・ロレッタ・ケネディ（1892年 - 1972年）
  4. マーガレット・ルイス・ケネディ（1898年 - 1974年）

### 第3世代
- ジョセフ・パトリック・ケネディ・シニア
  1. ジョセフ・パトリック・ケネディ・ジュニア（1915年 - 1944年） - ジョセフの長男。アメリカ海軍大尉。飛行機事故死。
  2. ジョン・フィッツジェラルド・ケネディ・シニア（1917年 - 1963年） - ジョセフの次男。第35代アメリカ合衆国大統領。妻はジャクリーン・ケネディ・オナシス。暗殺。
  3. ローズマリー・ケネディ（1918年 - 2005年） - ジョセフの長女。
  4. キャスリーン・アグネス・ケネディ（1920年 - 1948年） - ジョセフの次女。夫は第10代デヴォンシャー公爵の長男で公爵位の法定推定相続人であったハーティントン侯爵ウィリアム・キャヴェンディッシュ。飛行機事故死。
  5. ユーニス・メアリー・ケネディ（1921年 - 2009年） - ジョセフの三女。スペシャルオリンピックス創設者。夫は駐仏米国大使を務めたサージェント・シュライバー。
  6. パトリシア・ヘレン・ケネディ（1924年 - 2006年） - ジョセフの四女。夫はピーター・ローフォード（1966年に離婚）。
  7. ロバート・フランシス・ケネディ・シニア（1925年 - 1968年） - ジョセフの三男。第64代アメリカ合衆国司法長官、アメリカ合衆国上院議員（ニューヨーク州選出、1965年 - 1968年）。妻はエセル・スカケル・ケネディ。暗殺。
  8. ジーン・アン・ケネディ（1928年 - 2020年） - ジョセフの五女。第25代アイルランド駐在アメリカ大使。夫は金融アナリストのステファン・エドワード・スミス
  9. エドワード・ムーア・ケネディ・シニア（1932年 - 2009年） - ジョセフの四男。アメリカ合衆国上院議員（マサチューセッツ州選出、1962年 - 2009年）。妻は弁護士のヴィクトリア・レジー・ケネディ。

### 第4世代
- ジョン・フィッツジェラルド・ケネディ・シニア
  1. アラベラ・ケネディ（1956年 - 1956年）
  2. キャロライン・ブーヴィエ・ケネディ（1957年 - ） - ジョンの長女。第40代駐日アメリカ合衆国大使、弁護士。
  3. ジョン・フィッツジェラルド・ケネディ・ジュニア（1960年 - 1999年） - ジョンの長男。法律家、政治雑誌編集長。妻のキャロリン・ベセット＝ケネディとともに航空事故死。
  4. パトリック・ブーヴィエ・ケネディ（1963年 - 1963年）

- ロバート・フランシス・ケネディ・シニア
  1. キャスリーン・ハーティントン・ケネディ（1951年 - ） - ロバートの長女。メリーランド州副知事（1995年 - 2003年）、弁護士。夫のデビッド・リー・タウンゼントはセント・ジョンズ・カレッジの教員。
  2. ジョセフ・パトリック・ケネディ2世（1952年 - ） - ロバートの長男。アメリカ合衆国下院議員（マサチューセッツ州選出、1987年 - 1999年）、実業家。銀行頭取の娘と離婚後部下と再婚。
  3. ロバート・フランシス・ケネディ・ジュニア（1954年 - ） - 環境問題活動家。第14代保健福祉長官。妻は女優のシェリル・ハインズ。前々妻、前妻のメアリー（離婚後自殺）の間に6人の子がいる。
  4. デヴィッド・アンソニー・ケネディ（1955年 - 1984年） - 薬物の過剰摂取により28歳で死亡。
  5. メアリー・コートニー・ケネディ（1956年 - ） - テレビ局員と離婚後、IRAの爆弾事件の容疑者として15年間服役後保釈となったアイルランド人と結婚し娘をもうけた（薬物過剰摂取により22歳で死亡）。
  6. マイケル・ルモイン・ケネディ（1958年 - 1997年） - 法律家、NPO法人代表。ニューヨーク・ジャイアンツの元選手フランク・ギフォードの娘と結婚し3児をもうけたが、38歳でスキー事故死。
  7. メアリー・ケリー・ケネディ（1959年 - ） - ロバートの三女。元夫は元ニューヨーク州知事、元住宅都市開発長官のアンドリュー・クオモ。
  8. クリストファー・ジョージ・ケネディ（1963年 - ） - 実業家。イリノイ生まれの女性と結婚し、4人の子持ち。
  9. マシュー・マクスウェル・テイラー・ケネディ（1965年 - ） - 活動家。『特攻 空母バンカーヒルと二人のカミカゼ―米軍兵士が見た沖縄特攻戦の真実』（2010年）などの著作もある。2017年に風俗紊乱と騒音の容疑で娘とともに逮捕。
  10. ダグラス・ハリマン・ケネディ（1967年 - ） - ジャーナリスト。妻と5人の子がいる。
  11. ロリー・エリザベス・キャスリーン・ケネディ（1968年 - ） - ドキュメンタリー映画製作者

- エドワード・ムーア・ケネディ・シニア
  1. カラ・アン・ケネディ（1960年 - 2011年） - 映画・テレビプロデューサー。心臓発作で急死。
  2. エドワード・ムーア・ケネディ・ジュニア（1961年 - ） - エドワードの長男。弁護士。
  3. パトリック・ジョセフ・ケネディ2世（1967年 - ） - エドワードの次男。アメリカ合衆国下院議員（ロードアイランド州選出、1995年 - 2011年）。2008年、父と共に早い段階からバラク・オバマ候補の支持を表明。

- マリア・シュライバー（1955年 - ） - ユーニスの長女、ジャーナリスト。元夫は俳優で元カリフォルニア州知事のアーノルド・シュワルツェネッガー。
- ティモシー・ペリー・シュライバー - ユーニスの次男。スペシャルオリンピックス国際本部会長。
- クリストファー・ケネディー・ローフォード - パトリシアの長男で、俳優・作家・政治活動家である。
- ウィリアム・ケネディ・スミス - ジーンの次男、医師。1991年に強姦容疑で起訴、のちに無罪判決を受ける。

### 第5世代
- ジョセフ・パトリック・ケネディ2世
  1. ジョセフ・パトリック・ケネディ3世 - アメリカ合衆国下院議員（マサチューセッツ州選出、2013年 - 2021年）、弁護士、検察官。
- ジョン・ブーヴィエ・ケネディ・シュロスバーグ（1993年 - ） - キャロラインの息子、ジャーナリスト。
- メイヴ・ケネディ・マッキーン（1979年 - 2020年） - ロバート・ケネディの長女の娘。息子とカヌー乗船中行方不明になり、2人とも遺体で見つかる。